# George W. MacRae
George Winsor MacRae SJ (* 27. Juli 1928 in Lynn (Massachusetts); † 6. September 1985 in Brighton (Massachusetts)) ist ein amerikanischer, römisch-katholischer Theologe und Hochschullehrer.

## Leben
Bevor MacRae im Jahre 1948 in den Orden der Gesellschaft Jesu (Societas Jesu, Ordenskürzel: SJ) eintrat, besuchte er zunächst die St. John’s Preparatory School in Danvers, (Massachusetts) und das Boston College. Er erhielt seinen Philosophiae Licentiatus im Jahre 1954 von der Université catholique de Louvain und seinen Magister Artium drei Jahre später, 1957, von der Johns Hopkins University ausgehändigt.
Im Jahre 1960 wurde McRae zum Priester geweiht und unterrichtete im Anschluss an der Weston School of Theology, wo er 1961 seinen Licentiate of Sacred Theology (STL) erhielt; im Jahre 1966 promovierte er an der Cambridge University über Studien zum Neuen Testament und die Geschichte der Religionen. Seine Dissertation befasste sich genauer mit der Beziehung des jüdischen apokalyptischen Denkens zur gnostischen Literatur.
Als neutestamentlicher Gelehrter leitete er u. a. Kurse und Seminare über Gnostizismus, das Johannesevangelium, den Brief an die Hebräer und die biblischen Wurzeln der römisch-katholischen Theologie.
Die im Dezember 1945 entdeckten und der Forschung zugänglich gemachten Nag-Hammadi-Schriften zogen sein Interesse an. Im Jahre 1977 wirkte er bei der Übersetzung und Interpretation der Texte mit. Auch an der neu zu überarbeitenden Standardversion der Bibel arbeitete er mit. McRae wirkte dabei zusammen mit jüdischen, katholischen, orthodoxen und protestantischen Gelehrten.
Von 1954 bis 1956 unterrichtete McRae an der Fairfield Preparatory School in Connecticut, von 1966 bis 1973 an der Weston School of Theology in Massachusetts sowie von 1973 bis 1985 an der Harvard Divinity School, an der er als erster Professor in der Stiftung Charles Chauncey Stillman Professor of Roman Catholic Theological Studies lehrte. Von 1979 bis 1980 war er Rektor des Ecumenical Institute for Theological Research, „Ökumenischen Instituts für theologische Forschung“ in Tantur bei Jerusalem. Zurück in den USA ernannte man ihn im Jahre 1985 zum Dekan der Harvard Divinity School. Er war Gründer und Herausgeber der Zeitschrift New Testament Abstracts und war als erster römisch-katholischer Sekretär von 1973 bis 1976 für die Society of Biblical Literature tätig.
MacRae verstarb an den Folgen einer Herzerkrankung im St. Elizabeth's Hospital in Brighton, Boston. Er hatte noch eine Schwester Jean Melanson und einen Bruder John D. MacRae.

## Schriften (Auswahl)
- The Jewish. Background of the Gnostic Sophia Myth. Novum Testamentum (An International Quarterly for New Testament and Related Studies), Fasc. 2 (Apr., 1970), S. 86–101 DOI:10.2307/1560039
- Invitation to John: a commentary on the Gospel of John with complete text from the Jerusalem Bible. Image Books, Garden City, New York 1978
- Faith in the Word: the Fourth Gospel.  Franciscan Herald Press, Chicago 1973[5]